# Dessertvin
Dessertvin er søde vine, der typisk serveres til en dessert.
Der findes ingen enkel definition på dessertvin. I Storbritannien betegner det en hvilken som helst sød vin, der drikkes til et måltid, til forskel fra de tørre hvide vine, der drikkes før og tidligt under måltidet, og de hedvine som PX sherry, portvin og madeira, der drikkes efter (after dinner wine). I U.S.A. er en dessertvin en vin med mere end 14 % alkohol. Det omfatter alle hedvine, og der er en højere afgift på dem.

## Produktion
Producenter af dessertvine laver helst vin med meget sukker og alkohol. Der er mange metoder til at øge sukkermængden i vinen:
- At dyrke druer der naturligt har meget sukker.
- At tilføre sukker enten:

- Før gæringen som sukker (chaptalisering) eller honning.
- Efter gæringen som ugæret most, Süssreserve.

- At tilføre alkohol (typisk brandy), før alt sukkeret er gæret. Det kaldes forstærkning eller mutage.
- At fjerne vand for at koncentrere sukkeret.

I varmt klima ved at lufttørre druerne og lave såkaldt stråvin (vin de paille), hvor de plukkede druer tørrer på måtter af strå, inden der laves vin på den koncentrerede most.
I køligt klima, fx i Tyskland og Canada, ved at lade noget af vandet fryse ud og lave Eiswein.
I fugtigt tempereret klima ved at anvende en svampeinfektion Botrytis cinerea til at udtørre druerne med ædel råddenskab.

## Naturlig sødme
Nogle druesorter som muscat og huxelrebe danner langt mere sukker end andre. Varme omgivelser har stor betydning for det endelige sukkerindhold, og vinbonden kan bidrage ved at lade druerne hænge på vinstokken, til de er helt modne, og ved beskæring som grøn høst og almindelig beskæring. Ved grøn høst reduceres antallet af klaser på stokken tidligt på sommeren, så bladenes sukkerproduktion fordeles på færre klaser. Solen kan øge sukkerindholdet meget. De halvsøde Auslese-vine i den tyske vinklassifikation er formentlig de bedste eksempeler.

## Chaptalisering
I Romerriget blev vinen tilsat honning, både for at gøre dem søde og for at opnå mere alkoholstyrke. Nutildags tilføres sukker for at forøge alkoholmængden i slappe og umodne vine snarere end for sødmens skyld, selv om en vis grad af chaptalisering er tilladt i de fleste lande. Tyske vine skal angive, om de er 'naturlige' eller ej. Chaptalisering er forbudt for tyske topvine.

## Süssreserve
'Sødmereserven' er en tysk teknik: Ugæret most (druesaft) tilføres vinen efter gæringen. Det øger den endelige vins sødme og fortynder alkoholen. I Tyskland må den færdige vin ikke indeholde mere end 15 % Süssreserve. Süssreserven giver vinbonden mulighed for at gære vinen fuldt ud uden at skulle bekymre sig om at standse gæringen, før alt sukkeret er forsvundet. Da sulfitter også bruges til at standse gæringen, betyder Süssreserve mindre anvendelse af sulfitter. Den teknik bruges også af vinbønder fra andre lande især i New Zealand.

## Forstærkning
De hedvine, der først og fremmest drikkes til dessert, er sød sherry (især Pedro Ximénez) og vins doux naturels. Pedro Ximénez dessertvine er stråvine, som bliver forstærket og lagret i et Solera-system som andre sherryer. Alle søde sherryer kan drikkes som dessertvin.
Produktionen af vins doux naturel blev bragt til perfektion af Arnaud de Villeneuve ved Universitetet i Montpellier i det 1200-tallet, og de er nu almindelige i Languedoc-Roussillon i det sydvestlige Frankrig. Mange laves af de hvide muscatdruer, men også den røde Grenache-drue bruges.

## Stråvin
I det antikke Karthago blev en sød vin Passum lavet af lufttørrede druer, og på den anden side af Malta Kanalen, lavede romerne lignende vine, Moscato Passito di Pantelleria. De vine blev beskrevet af romerne, og Norditalien er i dag hjemsted for en række 'Passito'-vine af druer tørret på strå, på stativer eller på spær. De omfatter Vin Santo, som mandel-småkager (cantucci) bliver dyppet i. Sciachetrà, Recioto di Soave, der drikkes til den lokale udgave af panettone og den søde, røde Recioto della Valpolicella, som klarer sig bedre til chokolade end de fleste andre vine. På den anden side af Alperne laver franskmændene stråvin vin de paille i Jura, Rhône og Alsace. Spanierne laver en stråvin af Pedro Ximénez, før de forstærker den. Cyprioterne har Commandaria.

## Eiswein
De fleste vinlove kræver temperaturer under -7 °C, før druerne til Eiswein må plukkes. Ved så lave temperaturer udkrystalliseres noget af vandet i druerne, mens sukkeret, syren og andre faste dele er opløst i mosten. Hvis druerne presses i frossen tilstand, fås en meget koncentreret most, som kræver en særlig gær og lang tid til gæring. Resultatet er meget søde vine med syre. De er ret dyre. De mest berømte er den tyske Eiswein og den canadiske Ice Wine, men derudover laves de også i mindre mængder i Chile, U.S.A, Østrig, Kroatien, Tjekkiet, Slovakiet, Slovenien, Ungarn, Australien, Frankrig og New Zealand.

## Ædel råddenskab
Nogle af de mest berømte dessertvine som Château d'Yquem fra Sauternes og Tokaji Aszú fra Tokaj-Hegyalja i Ungarn er lavet af mugne druer af Botrytis cinerea, der suger vand ud af druen, mens den bevarer smagen af honning og abrikos.
Desværre er svampen meget følsom. Hvis der er for fugtigt, forårsager den den ødelæggende grå råddenskab. Så vinavlerne balancerer på en knivsæg mellem at maksimere mængden af ædel råddenskab og tabe hele høsten til grå råddenskab. Som regel dannes ædel råddenskab bedst, hvor morgentågen fra en flod, sø eller et hav i løbet af dagen brændes af, af en varm sol. Ventetiden på den ædle råddenskab gør, at druerne høstes sent.
De første vine med ædel råddenskab blev skabt ved et uheld. Både tyskerne og ungarerne har historier om, hvordan høsten af en eller anden grund blev forsinket, og hvordan den alligevel blev vinificeret og vinen smagte lækkert.
Ædel råddenskab står også bag mange andre dessertvine som Beerenauslese og Trockenbeerenauslese fra den tyske vinklassifikation, den rumænske Grasǎ de Cotnari, den franske Monbazillac, østrigske Ausbruch og andre fra hele verden.

## Servering
Som hovedregel skal vinen være sødere end maden, den skænkes til. En perfekt modnet fersken er ofte blevet beskrevet som den perfekte makker til mange dessertvine, hvorimod det giver god mening slet ikke at drikke vin til mange chokolade- og karamelbaserede retter.
Ofte kan vinen udgøre en dessert i sig selv, men bagte søde sager kan passe godt til, især med en smule bitterhed som mandelsmåkagerne, som dyppes i Vin Santo. En lækker canapé med foie gras passer fremragende til Sauternes. Hvide dessertvine serveres ofte afkølede – mellem fem og ti grader. Røde dessertvine serveres ofte ved stuetemperatur eller en anelse afkølede.

## Andre vintyper
- Rødvin, lavet på blå druer med skaller.
- Rosévin, lavet på blå druer, hvor skallerne bliver sorteret fra tidligt i gæringsprocessen eller rosévin eller rosévin kan også laves på rosévins drue sorter.
- Mousserende vin, hvidvin med brus. Champagne fra Reims.
- Hedvin, vin med højere alkoholindhold end de øvrige typer.
- Isvin, vin med karakteristisk sød smag og lavt alkoholindhold.

Typerne har så forskellige egenskaber, at de i praksis betragtes som forskellige drikke.